# 邾莊公
邾庄公（？—前507年），即曹穿，為春秋諸侯國邾国君主第16代君主，是邾悼公的儿子。在位34年。死后，儿子邾隱公继位。
| 前任： 邾悼公 | 春秋邾国君主 前540年－前507年 | 繼任： 邾隱公 |